# Ron Akana
Ron Akana (* 1928 in Honolulu) ist ein ehemaliger US-amerikanischer Flugbegleiter, der 63 Jahre in dieser Funktion für die Fluggesellschaft United Airlines arbeitete und im Laufe seines Berufslebens geschätzte 200 Millionen Flugmeilen zurücklegte. Er ist damit der dienstälteste Flugbegleiter der Welt und wurde dafür ins Guinness-Buch der Rekorde aufgenommen.

## Leben
Akana bewarb sich 1949 bei der United Airlines aufgrund einer Anzeige in der lokalen Zeitung. Sein Motiv für die Bewerbung als „flight steward“ war „[…] aufs Festland zu kommen, was in diesen Tagen eine große Sache war.“ Zu dieser Zeit war Akana noch Student an der University of Hawaii. Nach seiner Einstellung begann er auf einer Boeing Stratocruiser zwischen Hawaii und dem amerikanischen Festland zu fliegen. Unterbrochen wurde seine Tätigkeit durch die Einberufung im Jahre 1951, als er zwei Jahre lang im Koreakrieg als Soldat diente. Im August 2012, nach 63 Jahren als Flugbegleiter, trat Akana in den Ruhestand. Zu dieser Zeit hatte er geschätzte 200 Millionen Flugmeilen (etwa 320 Millionen Kilometer) zurückgelegt.

## Trivia
Akanas Frau war ebenfalls bis zur Hochzeit Flugbegleiterin, die gemeinsame Tochter ist auch Flugbegleiterin.